# Ciméria (poema)
Ciméria (Cimmeria no original) é um poema de autoria de Robert E. Howard sobre o país fictício chamado Ciméria, criado pelo autor como parte de seu mundo hiboriano (outra criação sua), onde vive uma de suas personagens mais famosas, Conan o Bárbaro.
No poema, a Ciméria é descrita como "terra de trevas e de noites profundas", um local melancólico com florestas negras, silêncio sombrio e um céu turvo e de aspecto plúmbeo.
De acordo com Howard, o poema foi "escrito em Mission, no Texas, em fevereiro de 1932; sugerido por memórias da região montanhosa acima de Fredricksburg, vista em meio às brumas das chuvas de inverno".

## Histórico
"Cimmeria" foi publicado pela primeira vez em 1965 na edição de inverno de The Howard Collector.
O poema também foi publicado em:
- The Conan Chronicles, Volume 2: The Hour of the Dragon; Fantasy Masterworks #16 (2001)
- The Coming of Conan the Cimmerian (2003)

O poema "Cimmeria" foi ilustrado por Barry Windsor-Smith na revista Savage Tales da Marvel Comics Volume 1, Número 2 em 1973.
O poema também foi ilustrado pelo artista Tomas Giorello em Conan the Cimmerian #0 em 2008 da Dark Horse Comics, e inspirou um arco de história de Conan the Cimmerian #1–7, o conto e o arco foram publicados na edição encaderrnada Cimmeria, Conan Volume #7 pela Dark Horse.